# Clementina d'Orleans
Clementina d'Orleans (Neuilly, 1817 - Viena, 1907), princesa de Saxònia-Coburg Gotha, princesa de sang de França de la casa dels Orleans amb tractament d'altesa reial. De caràcter ambiciós maldà inútilment per convertir-se en reina, tot i així, aconseguí que el seu fill fos elegit com a rei de Bulgària amb el nom de Ferran I de Bulgària.
Nascuda el dia 3 de juny de l'any 1817 al castell de Neuilly a Neuilly-sur-Seine a les proximitats de París essent fills del duc d'Orleans, el futur rei Lluís Felip I de França i de la princesa Maria Amèlia de Borbó-Dues Sicílies. La princesa era neta per via paterna del duc Lluís Felip d'Orleans i de la princesa Adelaida de Borbó-Penthièvre i per via materna del rei Ferran I de les Dues Sicílies i de l'arxiduquessa Maria Carolina d'Àustria.
Extremadament ambiciosa pel que feia referència al seu futur estatus, elegí al príncep August de Saxònia-Coburg Gotha per casar-s'hi amb la idea que un príncep de la Casa de Saxònia-Coburg Gotha tenia moltes possibilitats de ser elegit rei. Malgrat tot, les seves esperances no es compliren. Es casaren a la catedral de Saint-Cloud de París l'any 1843. La parella tingué cinc fills:
- SAR el príncep Felip de Saxònia-Coburg Gotha, nascut a París el 1844 i mort a Viena el 1921. Es casà amb la princesa Lluïsa de Bèlgica de la qual es divorcià el 1906.
- SAR el príncep Lluís August de Saxònia-Coburg Gotha, nat a París el 1845 i mort a Viena el 1907. Es casà amb la princesa Leopoldina Teresa del Brasil morta de tifus l'any 1877.
- SAR la princesa Clotilde de Saxònia-Coburg Gotha, nascuda el 1846 a París i morta el 1927 a Viena. Es casà amb l'arxiduc Josep d'Àustria.
- SAR la princesa Amàlia de Saxònia-Coburg Gotha, nascuda el 1848 a Viena i morta el 1897 a Múnic. Es casà amb el duc Maximilià de Baviera.
- SM el rei Ferran I de Bulgària, nat el 1861 a Viena i mort el 1948 a Coburg (ciutat d'Alemanya). Es casà en primeres núpcies amb la princesa Maria Lluïsa de Borbó-Parma i en segones núpcies amb la princesa Elionor de Reuss-Köstritz.